# Шесторедова дванадесетостенна пита
Шесторедовата дванадесетостенна пита е правилна паракомпактна пита. На всеки има безброй додекаедъра. Връхната фигура е правилно триъгълно пано, ръбовата – правилен петоъгълник. Има безброй петоъгълници. Дуалната пита е петоредова шестоъгълна панова пита.

## Свързани пити
- стоидвадесетоклетъчник
- четириредова дванадесетостенна пита
- петоредова дванадесетостенна пита
- шесторедова дванадесетостенна пита

### Правилни паракопактни пити
- шестоъгълна панова пита
- шесторедова четиристенна пита
- четириредова шестоъгълна панова пита
- шесторедова кубична пита
- петоредова шестоъгълна панова пита
- шесторедова дванадесетостенна пита
- шесторедова шестоъгълна панова пита
- триъгълна панова пита
- квадратна панова пита
- четириредова осмостенна пита
- четириредова квадратна панова пита